# Globba schomburgkii
Globba schomburgkii là một loài thực vật có hoa trong họ Gừng. Loài này được Hook.f. mô tả khoa học đầu tiên năm 1877.

## Hình ảnh

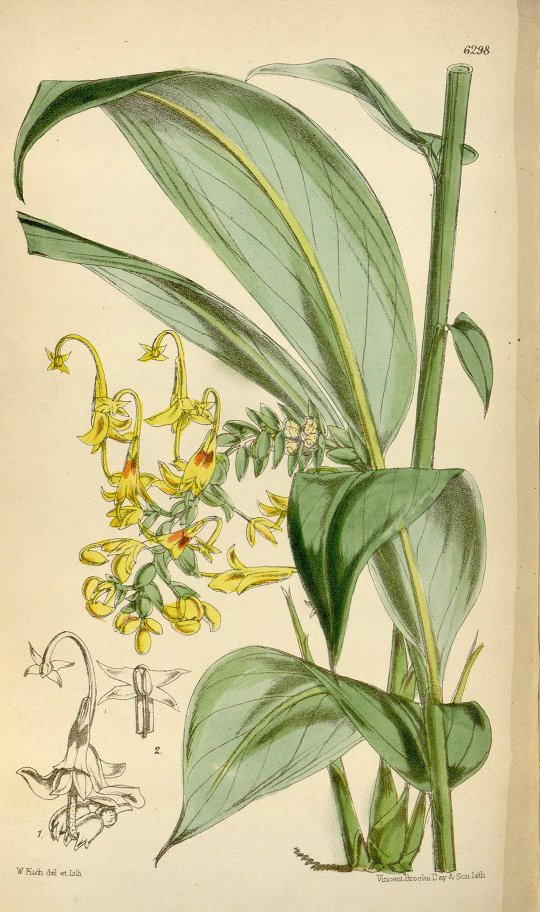
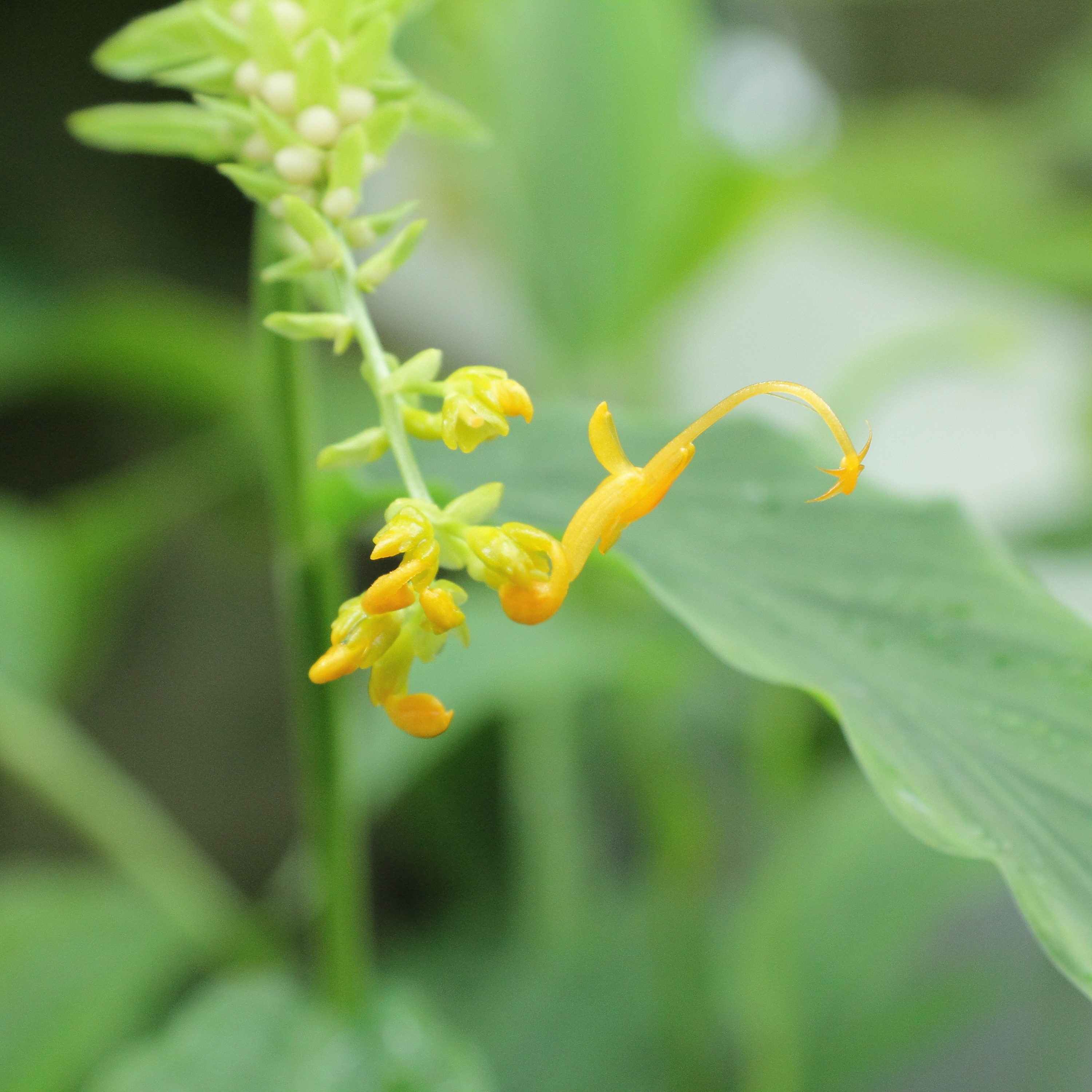
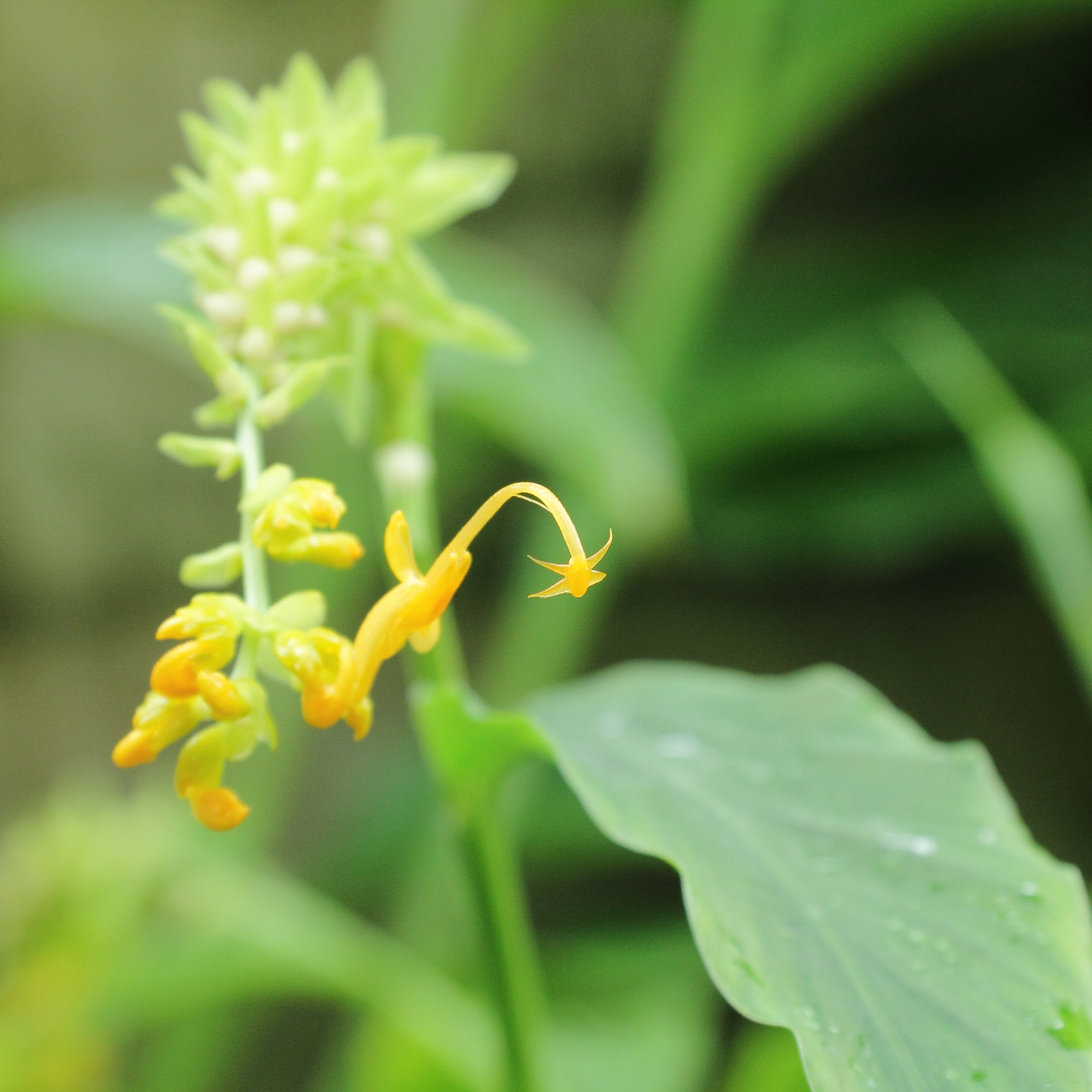